# Вудвей (Техас)
Вудвей (англ. Woodway) — місто (англ. city) в США, в окрузі Макленнан штату Техас. Населення — 9383 особи (2020).

## Географія
Вудвей розташований за координатами 31°29′54″ пн. ш. 97°13′51″ зх. д. / 31.49833° пн. ш. 97.23083° зх. д. (31.498334, -97.230789).  За даними Бюро перепису населення США в 2010 році місто мало площу 16,97 км², з яких 16,93 км² — суходіл та 0,04 км² — водойми.

## Демографія
Згідно з переписом 2010 року, у місті мешкали 8452 особи в 3275 домогосподарствах у складі 2620 родин. Густота населення становила 498 осіб/км².  Було 3402 помешкання (200/км²).
Расовий склад населення:
| - 91,3 % — білих - 2,9 % — чорних або афроамериканців - 2,2 % — азіатів - 0,5 % — корінних американців - 0,1 % — вихідців з тихоокеанських островів - 1,7 % — осіб інших рас |

До двох чи більше рас належало 1,4 %. Частка іспаномовних становила 6,9 % від усіх жителів.
За віковим діапазоном населення розподілялося таким чином: 22,1 % — особи молодші 18 років, 55,6 % — особи у віці 18—64 років, 22,3 % — особи у віці 65 років та старші. Медіана віку мешканця становила 48,3 року. На 100 осіб жіночої статі у місті припадало 91,5 чоловіків;  на 100 жінок у віці від 18 років та старших — 88,8 чоловіків також старших 18 років.
Середній дохід на одне домашнє господарство  становив 95 986 доларів США (медіана — 76 906), а середній дохід на одну сім'ю — 108 352 долари (медіана — 83 984). Медіана доходів становила 61 627 доларів для чоловіків та 40 205 доларів для жінок. За межею бідності перебувало 4,3 % осіб, у тому числі 0,8 % дітей у віці до 18 років та 4,0 % осіб у віці 65 років та старших.
Цивільне працевлаштоване населення становило 4567 осіб. Основні галузі зайнятості: освіта, охорона здоров'я та соціальна допомога — 31,0 %, науковці, спеціалісти, менеджери — 11,7 %, роздрібна торгівля — 11,4 %.